# Ariamnes laau
Ariamnes laau là một loài nhện trong họ Theridiidae.
Loài này thuộc chi Ariamnes. Ariamnes laau được miêu tả năm 2007 bởi Gillespie & Rivera.